# Hiperpłaszczyzna podpierająca
Hiperpłaszczyzna podpierająca – pojęcie analizy wypukłej.
Niech {\displaystyle A} będzie niepustym wypukłym podzbiorem przestrzeni unormowanej {\displaystyle X.} Funkcjonał liniowy {\displaystyle f\in X^{*}} nazywa się funkcjonałem podpierającym zbiór {\displaystyle A} w punkcie {\displaystyle x_{0}\in A,} jeśli istnieje taka liczba rzeczywista {\displaystyle \lambda ,} że
{\displaystyle f(x_{0})=\lambda }
oraz
{\displaystyle A\subseteq \{x\in X\colon f(x)\leqslant \lambda \}.}
Wówczas {\displaystyle f^{-1}(\lambda )} nazywa się hiperpłaszczyzną podpierającą zbiór {\displaystyle A} w punkcie {\displaystyle x_{0}.}
Dla hiperpłaszczyzn podpierających przestrzeni euklidesowych zachodzi twierdzenie o hiperpłaszczyźnie podpierającej:
Niech {\displaystyle f\colon \mathbb {R} ^{n}\to \mathbb {R} } będzie funkcją wypukłą. Wtedy:
{\displaystyle \forall _{x\in \mathbb {R} ^{n}}\exists _{r\in \mathbb {R} ^{n}}\forall _{y\in \mathbb {R} ^{n}}~f(y)\geqslant f(x)+\langle r,\;y-x\rangle ,}
gdzie {\displaystyle \langle \cdot ,\;\cdot \rangle } oznacza standardowy iloczyn skalarny w {\displaystyle \mathbb {R} ^{n}.}
Odwzorowanie
{\displaystyle y\mapsto f(x)+\langle r,\;y-x\rangle }
wyznacza hiperpłaszczyznę podpierającą {\displaystyle f} w punkcie {\displaystyle x.} Nierówność powyższa oznacza zatem, że wykres {\displaystyle f} jest położony nad każdą hiperpłaszczyzną podpierającą. Jeśli {\displaystyle f} jest różniczkowalna w {\displaystyle x,} to
{\displaystyle r=\nabla f(x).}